# Leslie Silva
Leslie Silva (* 21. April 1968 in Schenectady, New York) ist eine US-amerikanische Schauspielerin.

## Leben und Werk
Leslie Silva ist in Saratoga, New York, aufgewachsen, graduierte an der University of Connecticut mit einem Bachelor of Fine Arts und schloss die Juilliard School mit einem Master of Fine Arts ab. Sie lebt in Los Angeles.
Ihr Debüt als Bühnenschauspielerin feierte Silva 1995 mit der Off-Broadway-Produktion Macbeth im Shakespeare Theater in Washington. In Sam Shepards Einakter Chicago hatte sie im Signature Theater im darauf folgenden Jahr ihre erste Hauptrolle. Off-Broadway verkörperte sie die Rolle der Helena in A Midsummer Night's Dream (Ein Sommernachtstraum) im Guthrie Theater in Minneapolis. Silva hat des Weiteren mit Anna Deavere Smith, Wallace Shawn und Andre Gregory zusammengearbeitet.
Ihre erste Rolle in einer Fernsehproduktion spielte sie in der Serie New York Undercover (1996). Silvas Debüt in einer Hollywood-Produktion war 1997 eine Nebenrolle in der Komödie Fools Rush In – Herz über Kopf mit Salma Hayek und Matthew Langford Perry. Zu ihren bekannteren Filmen zählen Die göttlichen Geheimnisse der Ya-Ya-Schwestern sowie die Fernsehserien Providence (1999) und Odyssey 5 (2002–2003), bei der sie zur Stammbesetzung gehörte. Wiederkehrende Gastrollen spielte Silva in Fernsehserien, wie Homicide, The Agency und Numbers. Im US-amerikanischen Spielfilm Reversion verkörperte sie 2008 die Hauptrolle.

## Filmografie (Auswahl)
- 1996: New York Undercover (Fernsehserie, eine Folge)
- 1997: Fools Rush In – Herz über Kopf (Fools Rush In)
- 1997: Die Bill Cosby Show (The Cosby Show, Fernsehserie, eine Folge)
- 1998: Homicide (Homicide: Life on the Street, Fernsehserie, zwei Folgen)
- 1999: Providence (Fernsehserie, 18 Folgen)
- 2000: Emergency Room – Die Notaufnahme (ER, Fernsehserie, eine Folge)
- 2000: Die wilden Siebziger (That ’70s Show, Sitcom)
- 2000: Girlfriends (Fernsehserie, eine Folge)
- 2001: Gideon’s Crossing (Fernsehserie, eine Folge)
- 2002: Die göttlichen Geheimnisse der Ya-Ya-Schwestern (Divine Secrets of the Ya-Ya Sisterhood)
- 2002–2003: Odyssey 5 (Fernsehserie, 19 Folgen)
- 2003: CSI: Den Tätern auf der Spur (CSI: Crime Scene Investigation, Fernsehserie, eine Folge)
- 2003: The Agency – Im Fadenkreuz der C.I.A. (The Agency, Fernsehserie, vier Folgen)
- 2004: Cold Case – Kein Opfer ist je vergessen (Cold Case, Fernsehserie, eine Folge)
- 2005: Star Trek: Enterprise (Fernsehserie, eine Folge)
- 2006: CSI: Miami (Fernsehserie, eine Folge)
- 2007–2010: Numbers – Die Logik des Verbrechens (Numb3rs, Fernsehserie, neun Folgen)
- 2008: Reversion
- 2016–2018: Shades of Blue (Fernsehserie, 19 Folgen)
- 2018: Vox Lux
- 2018: Blue Bloods – Crime Scene New York (Fernsehserie, eine Folge)
- 2019–2022: In the Dark (Fernsehserie, sechs Folgen)
- 2020: The Sleepless
- 2022: Mike (Miniserie, eine Folge)
- 2023: Poker Face (Fernsehserie, eine Folge)
- 2023: So Help Me Todd (Fernsehserie, sechs Folgen)